# 세구치 다쿠야
세구치 다쿠야(일본어: 瀬口 拓弥, 1988년 11월 30일 ~ )는 일본의 축구 선수이다.

## 구단 경력
그는 2014년부터 2023년까지 J리그의 카마타마레 사누키, 도쿠시마 보르티스, 알비렉스 니가타에서 활동하였다.